# Standeisky István
Standeisky István (Pécs, 1946. november 10. – Győr, 2024. november 7.) magyar villamosmérnök, vezetékes távközlési mérnök, mérnöktanár, főiskolai docens, a Széchenyi István Egyetem oktatója.

## Életpályája
1965-ben érettségizett a pécsi Nagy Lajos Gimnáziumban,
majd felvették a Budapesti Műszaki Egyetemre. Itt szerzett  műszaki tanári és villamosmérnöki diplomát 1970-ben.
Az egyetem elvégzése után a győri Széchenyi István Egyetem jogelődjének, a Közlekedési és Távközlési Műszaki Főiskolának az akkor még Budapesten a Gyáli úton működő Távközlési Tanszékén kezdett el dolgozni. A tanszékkel együtt 1976-ban Győrbe költözött és nyugállományba vonulásáig volt az egyetem oktatója.
1994-ben a 
BME-n műszaki doktori címet szerzett.

## Munkássága
Oktatói tevékenysége mellett fontos kutatásokat végzett a digitális tv- és rádióműsorszórás terén. Ebben a témában egyetemi jegyzet, számos cikk szerzője és társszerzője. A DRM-rôl több előadást tartott, többek között a Hírközlési és Informatikai Tudományos Egyesületben is.

### Jászberényi rövidhullámú rádióállomás
A jászberényi rövidhullámú műsorszóró rádióállomás 1974. november 4-én kezdte meg rendszeres rövidhullámú műsoradásait. Standeisky István számításaival hozzájárult az antennák optimális üzemi frekvenciájának meghatározásához.

### Digital Radio Mondiale (DRM)
A rövid- és középhullámú rádióműsorszórás minőségi korlátainak kiküszöbölésére szolgáló digitális technika bevezetésére 2001-ben tették közzé a Digital Radio Mondiale  („Világméretű Digitális Rádió”) rendszer első szabványát, amely azóta a rövid-, közép- és hosszúhullámú sávokra világviszonylatban elfogadott, egységes digitális műsorszóró rendszerré vált. A digitális technika bevezetését kezdetben a magyar kormányzati szervek is támogatták.
A jászberényi rádióállomás 2004-2005-ben történt kibővítéséhez készült tanulmányában kitért rá, hogy az adók egy DRM modulátor beiktatásával és egy minimális átalakítással digitális sugárzásra alkalmassá tehetők.
A digitális rádiózásnak a vételi oldala is foglalkoztatta, saját DRM vételi tapasztalatairól a HTE 2007-es „Átállás a földfelszíni digitális TV műsorszórására” című kongresszusán számolt be, bővítve a képet a digitális átállás terén a rádiózás irányába is.

### eRDS
A Radio Data System protokoll továbbfejlesztett, Extended Radio Data System vagy eRDS változatának a bemutatásához a szükséges berendezéseket és eljárásokat a győri Széchenyi István Egyetem Távközlési Tanszékén fejlesztették ki. Standeisky István a témában átfogó dolgozatot írt.

### Egyetemi jegyzetek
- Standeisky István Dr.: Elektrodinamika. Győr : Széchenyi István Egyetem, 2006. 311 p. [elektronikus jegyzet (pdf)][13]
- Standeisky István Dr.: Villamosságtan. Győr : Széchenyi István Egyetem, 2006. 135 p. [elektronikus jegyzet (pdf)][13]

### Tankönyvek
- Kolos Tibor – Standeisky István: Mikrohullámú technika I. (Kézirat) – Tankönyvkiadó, Budapest, 1981[14]
- Kolos Tibor – Standeisky István – Oláh Ferenc: Mikrohullámú technika II. (Kézirat) – Tankönyvkiadó, Budapest, 1981[14]
- Standeisky István: Villamosságtan – Universitas-Győr Kht., Győr, 2005[15]